# Prezydenci Republiki Zielonego Przylądka

## Lista prezydentów Republiki Zielonego Przylądka
| Osoba | Osoba        | Osoba                         | Kadencja         | Kadencja         | Partia polityczna |
| #     | Portret      | Imię i nazwisko               | Od               | Do               | Partia polityczna |
| ----- | ------------ | ----------------------------- | ---------------- | ---------------- | ----------------- |
| 1     |              | Aristides Pereira (1923–2011) | 8 lipca 1975     | styczeń 1981     | PAIGC             |
| (1)   | styczeń 1981 | Aristides Pereira (1923–2011) | 22 marca 1991    | PAICV            |                   |
| 2     |              | António Monteiro (1944–2016)  | 22 marca 1991    | 22 marca 2001    | MpD               |
| 3     |              | Pedro Pires (1934–)           | 22 marca 2001    | 9 września 2011  | PAICV             |
| 4     |              | Jorge Carlos Fonseca (1950–)  | 9 września 2011  | 9 listopada 2021 | MpD               |
| 5     |              | José Maria Neves (1960–)      | 9 listopada 2021 | nadal            | PAICV             |